# Thymoites gertrudae
Thymoites gertrudae är en spindelart som beskrevs av Müller och Stefan Heimer 1990. Thymoites gertrudae ingår i släktet Thymoites och familjen klotspindlar.
Artens utbredningsområde är Colombia. Inga underarter finns listade i Catalogue of Life.